# Groupe de NGC 1300
Le groupe de NGC 1300 comprend au moins 4 galaxies situées dans la constellation de l'Éridan. La distance moyenne entre ce groupe et la Voie lactée est d'environ 22,9 Mpc (∼74,7 millions d'al). Le groupe de NGC 1300 fait partie de l'amas de l'Éridan.

## Membres
Le tableau ci-dessous liste les 4 galaxies du groupe indiquées dans l'article de A.M. Garcia paru en 1993. 
| Nom       | Class.         | Type                               | α (J2000.0)   | δ (J2000.0)   | Vitesse radiale (km/s) | m     | Distance (Mpc) | Dimension (kal) |
| --------- | -------------- | ---------------------------------- | ------------- | ------------- | ---------------------- | ----- | -------------- | --------------- |
| NGC 1297  | SAB0^0(s) pec? | Lenticulaire                       | 03h 19m 14.2s | -19° 06′ 00″  | 1586 ± 12              | 11,8  | 22,1 ± 1,7     | 48              |
| NGC 1300  | SB(rs)bc       | Spirale barrée                     | 03h 19m 41.1s | -19° 24′ 41″  | 1577 ± 4               | 10,4  | 22,0 ± 1,6     | 130             |
| PGC 12680 | IB(s)m         | Irrégulière magellanique           | 03h 23m 25.1s | -19° 17′ 00″  | 1554 ± 7               | ?     | 21,7 ± 1,6     | 27              |
| ESO 548-5 | SAB(s)m        | Spirale intermédiaire magellanique | 03h 23m 47.2s | -19° 45′ 104″ | 1848 ± 10              | 14.79 | 25,8 ± 1,9     | 42              |

Le site DeepskyLog permet de trouver aisément les constellations des galaxies mentionnées dans ce tableau ou si elles ne s'y trouvent pas, l'outil du site constellation permet de le faire à l'aide des coordonnées de la galaxie. Sauf indication contraire, les données proviennent du site NASA/IPAC.